# Sámsonháza, Nógrád
Sámsonháza (în slovacă Šamšon) este un sat în districtul Salgótarján, județul Nógrád, Ungaria, având o populație de 268 de locuitori (2011).

## Demografie
Componența etnică a satului Sámsonháza
     Maghiari (70,22%)
     Slovaci (21,31%)
     Romi (8,47%)
Componența confesională a satului Sámsonháza
     Luterani (58,96%)
     Romano-catolici (16,42%)
     Fără religie (7,84%)
     Reformați (1,12%)
     Necunoscută (15,67%)
Conform recensământului din 2011, satul Sámsonháza avea 268 de locuitori. Din punct de vedere etnic, majoritatea locuitorilor (70,22%) erau maghiari, existând și minorități de slovaci (21,31%) și romi (8,47%).  Din punct de vedere confesional, majoritatea locuitorilor (58,96%) erau luterani, existând și minorități de romano-catolici (16,42%), persoane fără religie (7,84%) și reformați (1,12%). Pentru 15,67% din locuitori nu este cunoscută apartenența confesională.